# شلال غولي

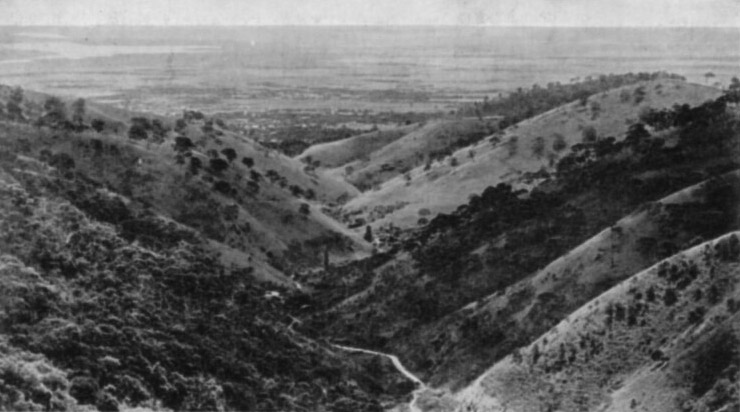
منظر للشلال الغولي في جنوب أستراليا في عام 1910.

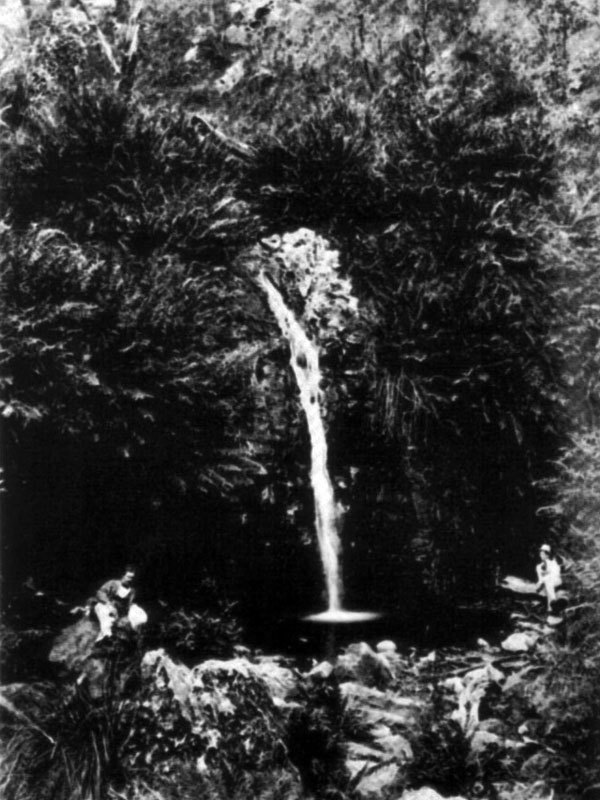
منظر للشلالات الثانية، الشلال الغولي في جنوب أستراليا، تم التقاطه في عام 1880. في ذلك الوقت كانت الشلالات مغطاة بالسراخس لكن هذا تغير بعد وقت قصير من التقاط هذه الصورة بسبب تصرفات الزوار.

شلال غولي هو عبارة عن ضاحية خارجية من أديليد عاصمة جنوب أستراليا. وتقع في تلال تجمعات الجبال العالية على بعد 5 كم (3.1 ميل) من الجنوب الشرقي لمركز أديليد التجاري. يحيط الضاحية بأخدود ممتد بأول جدول في وسطه وطريق شلال غولي يجري محاذي للجدول. في نهاية الجزء الجنوبي من الأخدود تقع المساقط الأولى، والتي سُميت الضاحية باسمها.
جزء من مدينة السوالف شلال غولي يمتد لشمال ضاحية السوالف، ومن الشمال الشرقي للجنوب الشرقي قرب حديقة كليلاند Conversation (جزء من ضاحية قرين هل) إلى الجنوب قرب كرافرز الغربية ، بقرب حديقة ليوود وجبال اسموند.
تاريخياً، تم اكتشاف شلال غولي بواسطة المستوطنون الأوربيون في بداية القرن الثامن عشر، وسرعان ما أصبح موقع مشهور للسياح والمتنزهون. اختارت الحكومة أن تحتفظ بسيطرتها على أجزاء من شلال غولي حتى عام 1884 حينما وافقوا على وضع الأرض تحت رعاية مدينة السوالف 28 عاماً بعد ذلك استعادت الحكومة السيطرة على الجزء الجنوبي من شلال غولي باعتباره أول منتجع قومي مبهج لجنوي أستراليا. اليوم ما زالت هذه المنطقة تابعة لسيطرة الحكومة، وفي عام 1972 شلال غولي الاحتياطي, كما عُرف بذلك، حيث أصبح جزءاً من حديقة Cleland Conservation.
على مدار السنين أصبح شلال غولي مثقلاً على نطاق واسع، ومبكراً قام المهتمون بزراعة محاصيل زراعية مختلفة مع تحسين حدائق السوق المحلي. المحاولات لتفجير المنطقة باءت بالفشل، لكن المكان الأصلي لمضخة المياه وسد تم نصبه في أوائل عام 1880 ومجهز لإمداد جزء من مدينة السوالف بالمياه. اليوم تتكون الضواحي أولياً من مساكن خاصة وحدائق.

## التاريخ
Mount Lofty Ranges التي تحيط بشلال غولي شاهدها كابتن Matthew Flinders لأول مرة في عام 1802.و تم اكتشاف الشلال نفسه بعد إنشاء أديليد، والعقيد William Light أول مسّاح عام للمستعمرة الجديدة، قال "قد وافقنا على موقع أديليد عندما وجدناها تطل على من التلال بجانب شلال غولي.على الرغم من هذا زار الشلال زوار قبل وصول الاوربيين، عاش السكان الأوائل حوالي 40000 سنة قبل ظهور Flinders على شاطئ جنوب أستراليا.
1. 1 2   http://quickstats.censusdata.abs.gov.au/census_services/getproduct/census/2016/quickstat/SSC41531. {{استشهاد ويب}}: |url= بحاجة لعنوان (مساعدة) والوسيط |title= غير موجود أو فارغ (من ويكي بيانات) (مساعدة)
2. 1 2 3   http://www.censusdata.abs.gov.au/census_services/getproduct/census/2016/quickstat/SSC41531. {{استشهاد ويب}}: |url= بحاجة لعنوان (مساعدة) والوسيط |title= غير موجود أو فارغ (من ويكي بيانات) (مساعدة)
3. ↑  "Waterfall Gully". QuickStats (بالإنجليزية). Retrieved 2022-06-28.